# 로드 매스터슨
로드 매스터슨(Rod Masterson, 1945년 2월 14일 ~ 2013년 9월 12일)은 미국의 배우이다.
알렉산드리아에서 태어났으며 배턴루지에서 사망하였다. 사인은 파킨슨병이다.

## 출연 작품

### 영화
- 델타 히트 (1992, Delta Heat)

### 텔레비전
- In the Heat of the Night (1988)